# Kampflinie

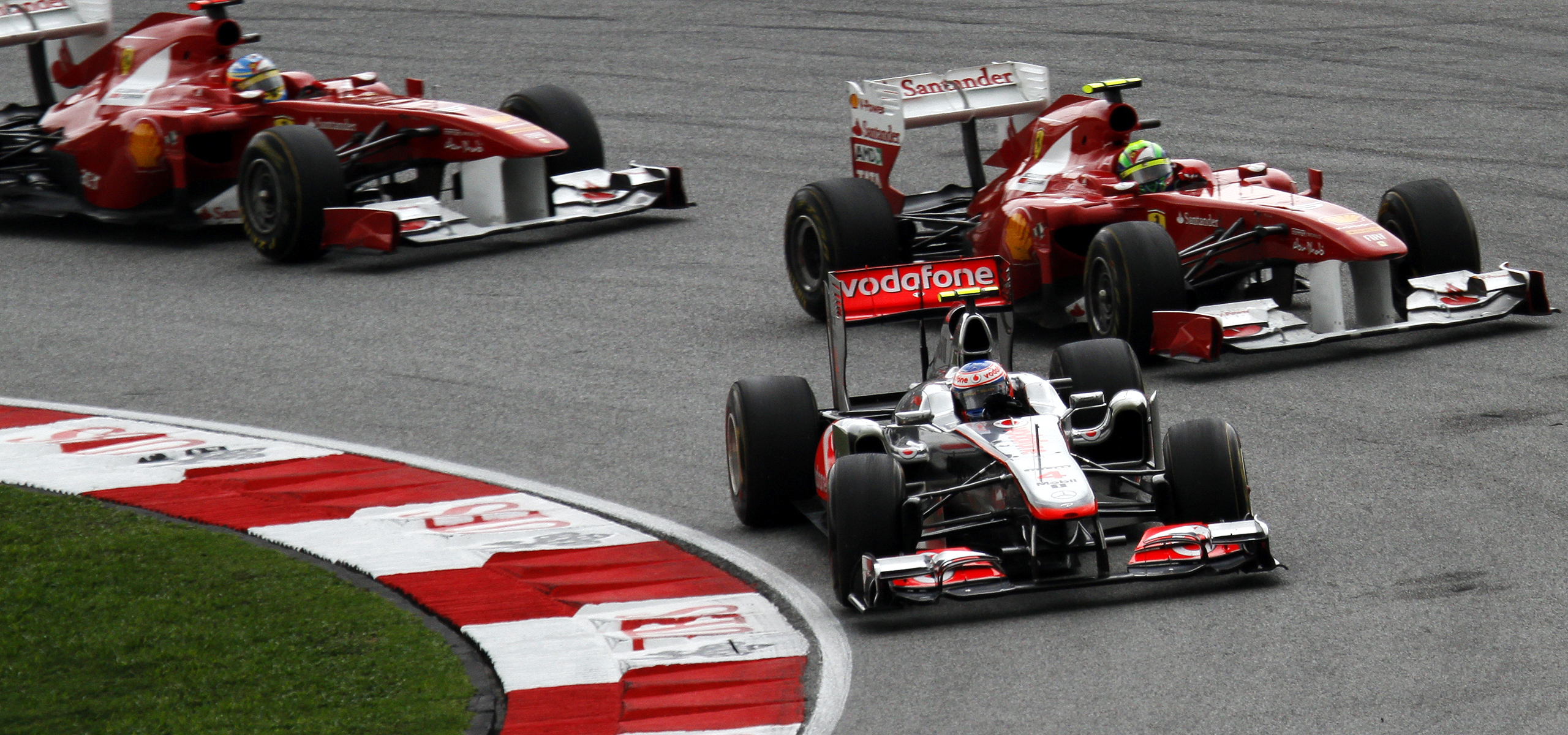
Jenson Button verteidigt seine Position auf der Kampflinie, dahinter Felipe Massa und Fernando Alonso auf der Ideallinie

Die Kampflinie ist im Motorsport analog zur Ideallinie der Weg, den ein Fahrer um Kurven einer Rennstrecke wählt, um seine Position gegen einen direkt folgenden Konkurrenten zu verteidigen. Das Befahren der Kampflinie ist langsamer als das der Ideallinie, blockiert jedoch den jeweils günstigsten Weg für ein Überholmanöver des Konkurrenten.

## Hintergrund
Ein dicht auf den Vordermann auffahrendes Fahrzeug ist in der Regel schneller. Das ergibt sich alleine schon dadurch, dass ein dichtes Auffahren mit einem langsameren Fahrzeug kaum möglich wäre. Bei Fahrzeugen mit effizienter Aerodynamik wie dem Formelsport wird diese bei einem dicht auffahrenden Fahrzeug durch Luftverwirbelungen gestört, das Fahrzeug verliert an Abtrieb und damit an Bodenhaftung. Der an sich günstige Effekt des Windschattens kann so oft nur noch auf den Geraden genutzt werden. Enge Kurven nach einer langen Geraden bieten daher oft die besten Überholmöglichkeiten.
Der schnellere, dicht auffahrende Hintermann hat durch Geschwindigkeitsüberschuss oder späteres Bremsen („Ausbremsen“) die Möglichkeit, den Vordermann neben der Ideallinie – in der Regel auf der Innenseite zur Kurve – zu überholen. Um dies zu verhindern, weicht der Vordermann vor einer Kurve von der Ideallinie ab und fährt die Kurve weiter innen an, um einem Konkurrenten auf der Kurveninnenseite keinen Raum zu lassen. Ein Überholversuch auf der Außenlinie führt nur selten zum Erfolg, da dort die Wegstrecke länger ist.
Weil das Befahren der Kampflinie langsamer ist als das Fahren auf der Ideallinie, verliert im Zweikampf auch der Vordermann Zeit. Kampflinie wird daher in der Regel nur dann gefahren, wenn ein Verfolger ein Überholmanöver vorbereitet. Für den ersten in einem Rennen ist der Zeitverlust zudem unerheblich, solange der Zweite nicht vorbei kommt. Positionskämpfe um hintere Plätze führen dagegen oft dazu, dass noch weiter hinten fahrende Piloten plötzlich beide Fahrzeuge gleichzeitig überholen können.
Diese Verhältnisse gelten aber nur für Kurse mit flachen Kurven. In Steilkurven, wie sie beispielsweise auf Ovalkursen oft vorhanden sind, kann durch die Überhöhung in den Kurven innen und außen überholt werden, so dass eine Kampflinie nicht möglich ist.